# Dokument o lidském bratrství
Dokument o lidském bratrství (Lidské bratrství – za světový mír a společné soužití) je deklarace, kterou podepsali papež František a vrchní imám univerzity Al-Azhar Ahmed al-Tajíb 4. února 2019 v Abú Zabí, během návštěvy papeže Františka ve Spojených arabských emirátech.